# Christoph Rudolff
Christoph Rudolff (nacido en 1499 en Jawor, Región de Silesia; fallecido en 1545 en Viena) fue el autor del primer libro alemán de álgebra.
Entre 1517 y 1521 fue alumno de Henricus Grammateus (un escriba de Érfurt) en la Universidad de Viena y fue el autor de un libro de cálculo llamado Behend und durch die hübsch Rechnung kunstreichen Regeln Algebre.
Introdujo el uso del signo radical √{\displaystyle ({\sqrt {\ }})} en la raíz cuadrada. Se cree que se debió a que el símbolo se parecía a una «r» minúscula (por «radix»), aunque no hay evidencia directa. Cajori se limitó a decir que «el punto es el embrión de nuestro actual símbolo de raíz cuadrada», aunque es «posible, quizás probable» que los símbolos posteriores a Rudolff no fueran puntos, sino erres.
Rudolff, además, dio una definición comprensible de  x0 = 1.